# Hervormde kerk (Almkerk)

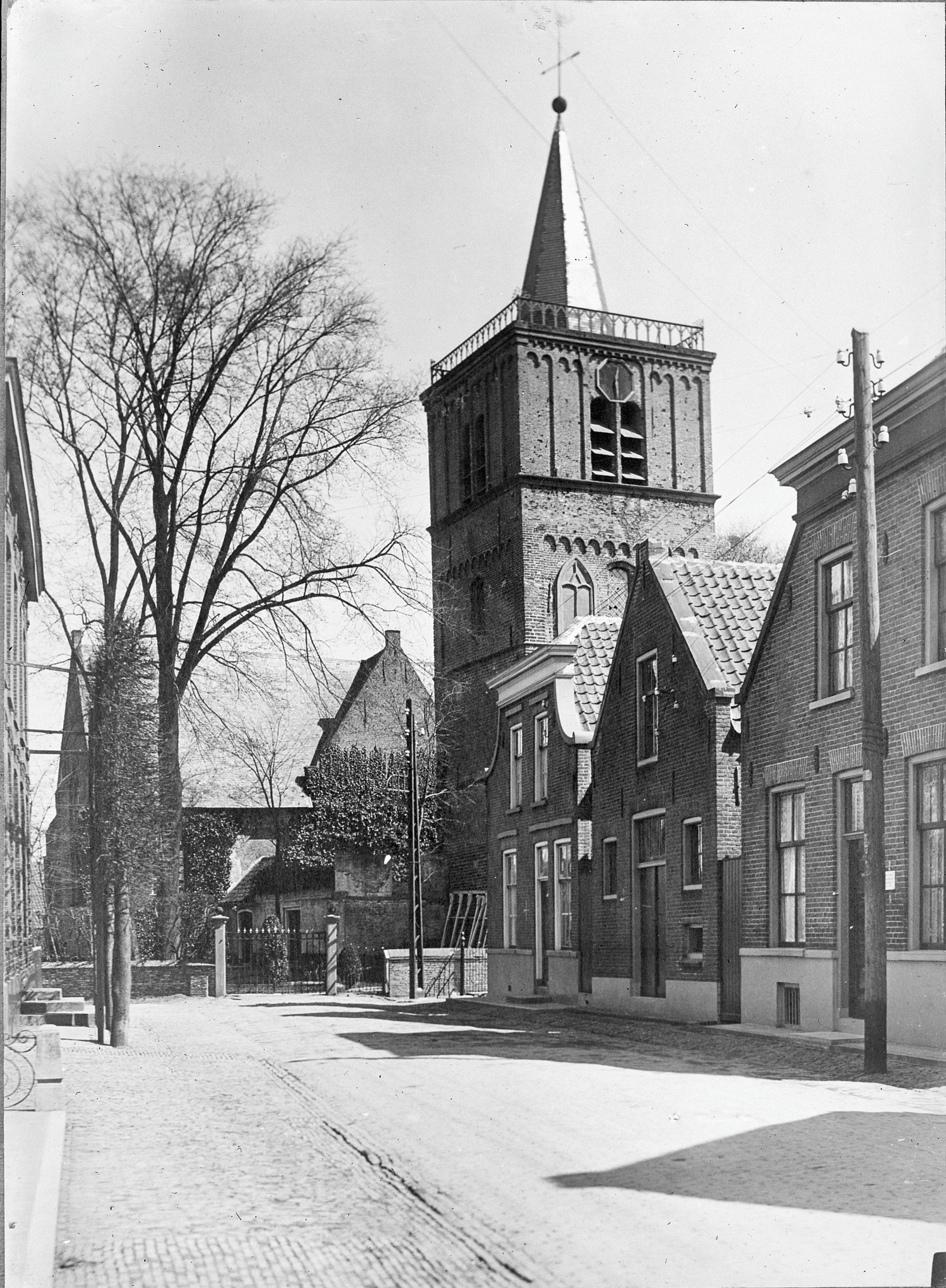
De middeleeuwse dorpskerk

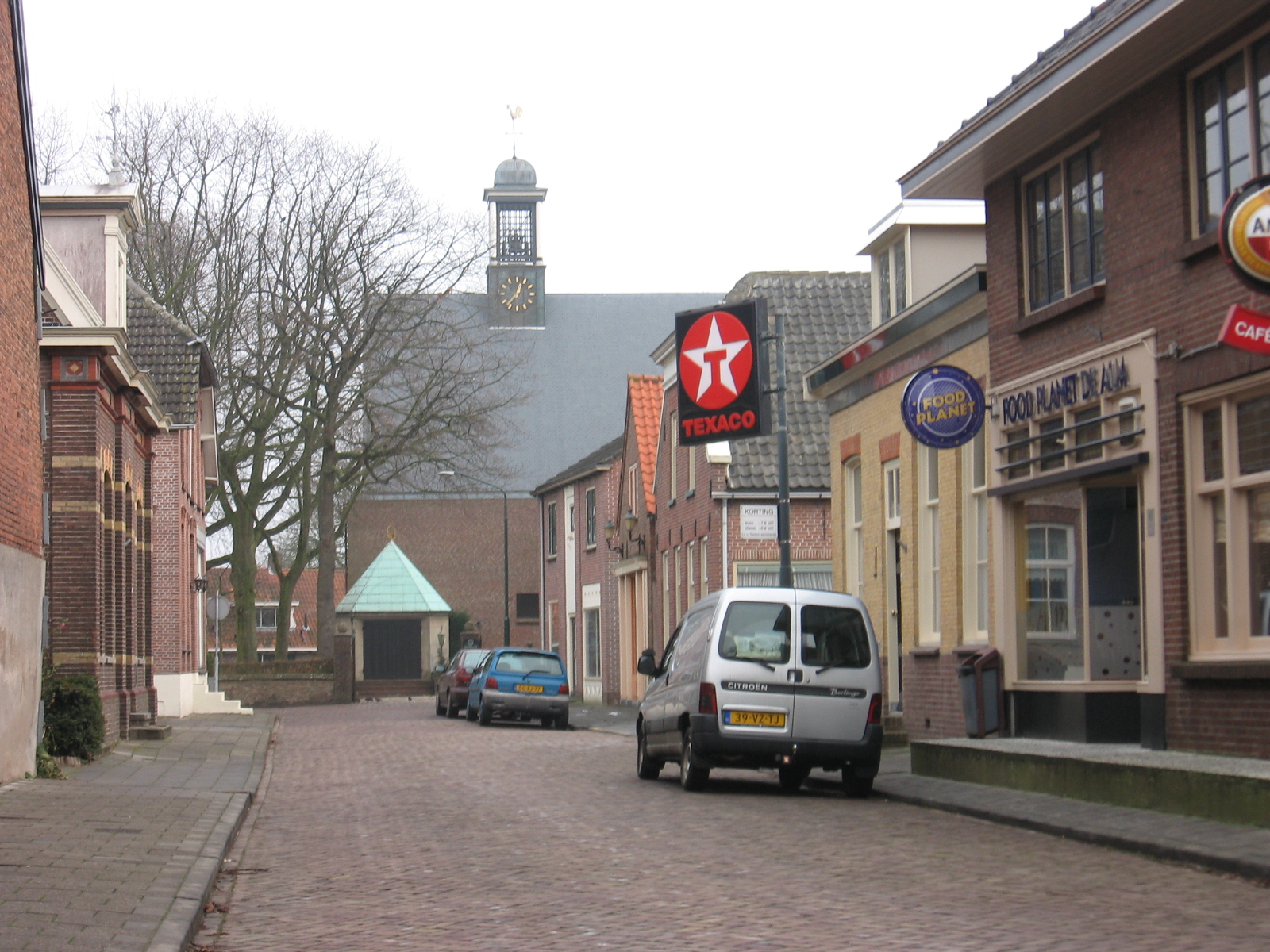
Zicht op de huidige Hervormde kerk

De Hervormde kerk is een hervormd kerkgebouw in de tot de Noord-Brabantse gemeente Altena behorende plaats Almkerk, gelegen aan de Kerkstraat 14.

## Geschiedenis
In Almkerk bestond een uit de middeleeuwen stammende kerk die ook al eeuwenlang door de Hervormden werd gebruikt. In 1601 werd hier de eerste predikant bevestigd.
Deze kerk werd echter in 1945 door de Duitse bezetter verwoest evenals een groot deel van het dorp. In 1948 werden de eerste huizen alweer opgeleverd. Een nieuwe hervormde kerk kwam in 1950 gereed naar ontwerp van Chr. Nielsen en J.H.C. Spruit.

## Gebouw
Het betreft een sobere zaalkerk onder zadeldak met traditionalistische stijlelementen, met name het klokkentorentje op het dak. In het interieur zijn enkele kerkmeubelen uit de vroegere kerk opgenomen, met name enkele rouwborden en het orgel van 1877, gebouwd door de firma Adema.
Naast het torentje is de betonnen bovenversiering van de voorgevel een opvallend element.